# Debby Susanto

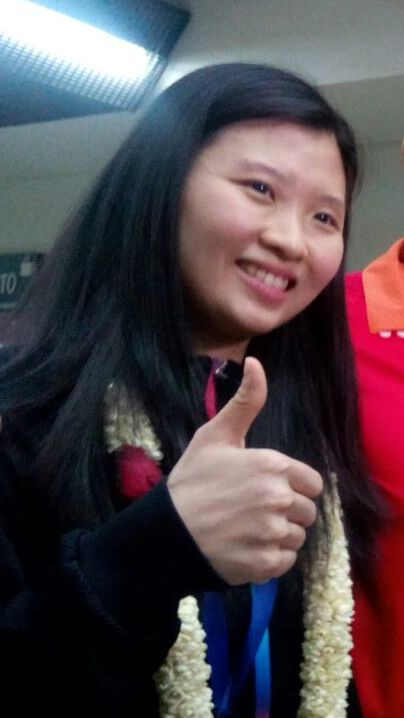
Debby Susanto, 2016

Debby Susanto (* 3. Mai 1989) ist eine indonesische Badmintonspielerin. 

## Karriere
Debby Susanto gewann 2007 Gold bei der Junioren-Asienmeisterschaft und Bronze bei der Junioren-Weltmeisterschaft. 2009 gewann sie Silber bei den indonesischen Meisterschaften. Bei der India Super Series 2011 wurde sie Dritte ebenso wie in der indonesischen Superliga mit dem Team von PB Djarum.

## Sportliche Erfolge
| Saison | Veranstaltung               | Disziplin   | Platz | Name                                |
| ------ | --------------------------- | ----------- | ----- | ----------------------------------- |
| 2007   | Junioren-Asienmeisterschaft | Damendoppel | 1     | Richi Puspita Dili / Debby Susanto  |
| 2007   | Junioren-Weltmeisterschaft  | Mixed       | 3     | Afiat Yuris Wirawan / Debby Susanto |
| 2009   | Indonesische Meisterschaft  | Mixed       | 2     | Muhammad Rizal / Debby Susanto      |
| 2010   | Indonesia Super Series      | Mixed       | 5     | Muhammad Rizal / Debby Susanto      |
| 2011   | India Super Series          | Mixed       | 3     | Muhammad Rizal / Debby Susanto      |
| 2011   | Indonesische Superliga      | Team        | 3     | PB Djarum                           |